# JD.com
JD.com, Inc. eller Jingdong er en kinesisk e-handelsvirksomhed med hovedkvarter i Beijing. Det er en af to betydelige B2C online detailhandlere.
Virksomheden blev etableret af Liu Qiangdong 18. juni 1998 og online platformen blev lanceret i 2004.